# Hou Hsiao-hsien
Hou Hsiao-hsien (IPA: [xoʊ̯³⁵ ɕi̯ɑʊ̯⁵¹ ɕi̯ɛn³⁵]; 侯孝贤S, Hóu XiàoxiánP; Distretto di Meixian, 8 aprile 1947) è un regista, sceneggiatore e produttore cinematografico taiwanese di origine cinese, considerato uno dei capostipiti della Nouvelle Vague di Taiwan.
Alla fine degli anni ottanta ha raggiunto successo e popolarità partecipando ai più importanti festival cinematografici del mondo e aggiudicandosi prestigiosi riconoscimenti, a partire dal Leone d'Oro al miglior film per Città dolente alla 46ª Mostra internazionale d'arte cinematografica di Venezia nel 1989.
Nel suo cinema emerge un vero e proprio lavoro sul tempo, che sembra agire, quasi indipendentemente dalla volontà autoriale, all'interno dell'immagine, producendo un cortocircuito tra memoria individuale e memoria collettiva, tra passato e presente, e installandosi nell'agire interno della Storia.

## Biografia

### Vita privata
Hou Hsiao-hsien nasce nel Distretto di Meixian, nella provincia del Guangdong (una regione costiera della Cina continentale meridionale), l'8 aprile del 1947 in una modesta famiglia hakka. A causa dell'imperante guerra civile tra nazionalisti e comunisti cinesi, poco tempo dopo la propria nascita è costretto a trasferirsi al seguito della famiglia a Taiwan, dove crescerà e frequenterà le scuole. Laureatosi presso l'Academy of Arts, trova poi temporaneamente lavoro come venditore, prima di potersi avvicinare al mondo del celluloide; esordirà infatti alla regia con Cute Girl (1980), cominciando a realizzare opere dallo stile sperimentale che fondono il minimalismo neorealista con la ricerca formale della Nouvelle Vague francese.
La moglie di Hou è Tsao Paofeng, che è stata uno dei produttori del film Le voyage du ballon rouge (2007). Insieme hanno una figlia di nome Hou Yunhua, sposata con Tsai Chunfei nel 2007. Il padre di Hou era Hou Fenming, che è stato interpretato nel film A Time to Live, a Time to Die (1985) da Tien Feng.

### Carriera
Nel 1983 viene pubblicato The sandwich man, opera a episodi realizzata insieme a Wan Ren e Tseng chuang-hsiang, cattura l'attenzione del pubblico e della critica, facendo del regista una delle figure principali della Nuovo Cinema taiwanese, accanto ad autori come Edward Yang e Tsai Ming-liang.
Dopo film come I ragazzi di Feng Kuei (1983) e In vacanza dal nonno (1984), incentrati sull'infanzia, vince premi al festival di Nantes e a Locarno. Nel 1985, invece, A Time to Live, a Time to Die, seguito delle vicende autobiografiche narrate nel precedente In vacanza dal nonno, vince il premio FIPRESCI al 36º Festival del Cinema di Berlino. La trilogia personale si conclude l'anno successivo con Dust in the Wind (1986), cui segue il film documentaristico Daughter of the Nile (1987), presentato al Quinzaine des Réalisateurs del Festival del cinema di Cannes quell'anno.
Città dolente (1989), basato sui fatti storici relativi all'incidente del 28 febbraio 1947, gli fa ottenere il Leone d'Oro alla Mostra del cinema di Venezia del 1989, diventando il primo film taiwanese a riscuotere un successo internazionale. Da questo momento cresce progressivamente l'attenzione e il riconoscimento della critica nei confronti delle opere di Hou, il quale nel 1993 con Il maestro burattinaio, incentrato su una delle più importanti tradizioni artistiche dell'isola, vince il Premio della giuria al 46º Festival di Cannes. Due anni dopo segue Good Men, Good Women (1995), sorta di conclusione di questa nuova trilogia storica, ambientato ancora durante la guerra civile degli anni '40 del Novecento.
L'ambientazione contemporanea e lo stile documentario tornano in Goodbye South, Goodbye (1996), per poi passare alla Shanghai di fine Ottocento con Flowers of Shanghai (1998), interpretato dai divi di Hong Kong Carina Lau e Tony Leung.
Una nuova consacrazione arriva con l'affascinante e seducente Millennium Mambo (2001), che lancia l'attrice Shu Qi e riceve il Premio della giuria a Cannes nel 2001. Due anni dopo il regista rende omaggio al maestro nipponico Yasujirō Ozu con Café Lumière (2003), presentato al Festival del cinema di Venezia, mentre nel 2005 torna a servirsi dell'affascinante Shu Qui per raccontare con Three Times (2005) una frammentaria storia d'amore a episodi.
In seguito Hou celebra la sua seconda città adottiva, Parigi, con Le voyage du ballon rouge, interpretato da Juliette Binoche e Hippolyte Girardot, che nel 2007 ha aperto la sezione "Un Certain Regard" del Festival di Cannes. Nello stesso anno il regista ha contribuito all'opera collettiva in omaggio al regista Federico Fellini sulla Settima arte, in Chacun son cinéma.
Hou segna il suo ritorno dietro la macchina da presa, dopo un'assenza di più di sette anni, con The Assassin (2015) un wuxiapian insolito, molto poetico, poco combattuto, estremamente spettacolare e vincitore del Premio per la miglior regia al 68º Festival di Cannes.
Nell'ottobre del 2023 viene annunciato ufficialmente il suo ritiro dalle scene a causa del morbo di Alzheimer.

## Riconoscimenti
- Festival des 3 Continents
  - 1984: Grand Prix: I ragazzi di Feng Kuei (ex æquo con: Les Baliseurs du désert, regia di Nacer Khémir (Tunisia))
  - 1985: Grand Prix: In vacanza dal nonno (ex æquo con: Il corridore (Davandeh), regia di Amir Naderi (Iran))
- Mostra Internazionale d'Arte Cinematografica di Venezia
  - 1989: Leone d'oro al miglior film per Città dolente (Beiqing chengshi)
- Festival di Cannes
  - 1993: Premio della giuria per Il maestro burattinaio (Xi meng ren sheng)
  - 2015: Premio per la miglior regia per The Assassin (Nie Yinniang)
- Festival internazionale del film di Locarno
  - 2007: Pardo d'onore

BAFTA Awards
- 2016: Candidatura a miglior film in lingua straniera per The Assassin (Nie Yinniang)
- Golden Horse Film Festival
  - 2015: Golden Horse alla miglior regia per The Assassin (Nie Yinniang)
  - 1995: Golden Horse alla miglior regia per Good Men, Good Women (Haonan haonu)
  - 1989: Golden Horse alla miglior regia per Città dolente (Beiqing chengshi)
  - 1985: Golden Horse alla miglior sceneggiatura per A Time to Live, a Time to Die (Tong nien wang shi) (condiviso con Chu Tien-wen)
  - 1984: Golden Horse alla miglior sceneggiatura non originale per You ma cai zi (condiviso con Liao Hui-ring)
- Tokyo International Film Festival
  - 2005: Premio Akira Kurosawa

## Filmografia

### Regista

#### Cortometraggi
- The sandwich man (Erzi de Dawan'ou) (1983)
- The Electric Princess House (episodio di Chacun son cinéma (2007)
- cortometraggio 3D per il padiglione di Taipei all'Expo Shanghai (2010)[9]
- 10+10 (2011)[10]

#### Lungometraggi
- Cute Girl (Jiushi liuliu de ta) (1980)
- Cheerful Wind (Feng er ti ta cai) (1981)
- The Green, Green Grass of Home (Zai na hepan qingcao qing) (1982)
- I ragazzi di Feng Kuei (Fengkuei-lai-te jen) (1983)
- In vacanza dal nonno (Dongdong de jiaqi) (1984)
- A Time to Live, a Time to Die (Tong nien wang shi) (1985)
- Dust in the Wind (Lianlian fengchen) (1986)
- Daughter of the Nile (Niluohe nuer) (1987)
- Città dolente (Beiqing chengshi) (1989)
- Il maestro burattinaio (Hsimeng jensheng) (1993)
- Good Men, Good Women (Haonan haonu) (1995)
- Goodbye South, Goodbye (Nanguo zaijan, nanguo) (1996)
- Flowers of Shanghai (Hai shang hua) (1998)
- Millennium Mambo (Qianxi manbo) (2001)
- Café Lumière (Kôhî jikô) (2003)
- Three Times (Zui hao de shi guang) (2005)
- Le voyage du ballon rouge (2007)
- The Assassin (Nie Yinniang) (2015)

### Produttore
- Lanterne rosse (Dà Hóng Dēnglóng Gāogāo Guà) (1991), regìa di Zhang Yimou
- Dust of Angels (Shao nian ye, an la!) (1992), regìa di Hsu Hsiao-ming
- Treasure Island (Zhi yao wei ni huo yi tian) (1993), regìa diChen Kuo-Fu
- A Borrowed Life (Duo sang) (1994), regìa diWu Nien-jen
- Heartbreak Island (Qu nian dong tian) (1995), regìa diHsu Hsiao-ming
- Taipei Exchanges (Di 36 ge gu shi) (2010), regìa diHsiao Ya-chuan
- Return Ticket (2010), regìa diTeng Yung-shing
- Hometown Boy (Jin cheng xiao zi) (2011), regìa di Yao hung-I
- Beyond Beauty: Taiwan from Above (2013), regìa di Chi Po-lin

### Attore
- I ragazzi di Feng Kuei (Fengkuei-lai-te jen) (1983)
- I Love Mary (Wo ai Mali ) (1984), regìa di Ko I-chen
- Taipei Story (Qing mei zhu ma) (1985), regìa di Edward Yang
- Soul (1986), regìa di Shu Kei
- Yang±Yin: Gender in Chinese Cinema (1996), regìa di Stanley Kwan
- HHH: A Portrait of Hou Hsiao-Hsien (1997), regìa di Olivier Assayas
- I Wish I Knew (2010), regìa di Jia Zhangke
- Young Style (2013), regìa di Liu Jie